# Jagdgeschwader 334
334-та винищувальна ескадра (нім. Jagdgeschwader 334 (JG 334) — винищувальна ескадра Люфтваффе, що існувала у складі повітряних сил вермахту напередодні Другої світової війни.

## Історія
334-та винищувальна ескадра заснована 15 березня 1937 року на аеродромі Мангайм-Сандгофен зі штабом ескадри та двома винищувальними групами. У березні 1937 року штаб ескадри був переведений до Франкфурта-Ребстока, а в травні 1937 року — до Вісбадена-Ербенгайма. На озброєнні ескадрильї перебували літаки Arado Ar 68 E, з 1938 року — Messerschmitt Bf 109 B і Messerschmitt Bf 109 D-1. JG 334 підпорядковувалася IV повітряному командуванню/ IV старшому авіаційному командиру, а з 1 квітня 1938 року — 4-му загальному авіакомандуванню. Невдовзі після анексії Австрії особовий склад на короткий час перевели до Вінер-Нойштадта, щоб здійснити звідси кілька демонстраційних польотів. З 1 липня 1938 року ескадра підпорядкована 3-му повітряному командуванню/ XII командуванню люфтгау. Під час Судетської кризи 334-та винищувальна ескадра мала завдання патрулювати французько-німецький кордон у районі Тріра/Саарбрюкена. З 1 листопада 1938 року штаб ескадри перейменували на штаб Jagdgeschwader 133.
Група I була розгорнута 15 березня 1937 року в Мангайм-Сандгофені у складі штабу групи та двох ескадрилей. На озброєнні групи були винищувачі «Арадо» Ar 68 E, з 1938 року — «Мессершмітт» Bf 109 B і «Мессершмітт» Bf 109 D-1. 3-тя ескадрилья була створена 1 липня 1937 року. 25 вересня 1938 року група була тимчасово переведена до Вінер-Нойштадта через Судетську кризу і повернулася до Вісбадена в середині жовтня 1938 року. 1 листопада 1938 року групу було перейменовано на I./Jagdgeschwader 133.
II. групу створили також 15 березня 1937 року в Мангайм-Сандгофені у складі штабу групи та двох ескадрилей в Мангейм-Сандгофені шляхом поділу I./JG 132. На озброєнні групи були «Арадо» Ar 68 E, з жовтня 1937 року — «Гейнкель» He 51 B, а з 1938 року — «Мессершмітт» Bf 109 B і «Мессершмітт» Bf 109 D-1. Остання 6-та ескадрилья сформована 1 липня 1937 року. 1 листопада 1938 року групу перейменували на II./JG 133.
III. група була сформована 1 липня 1938 року в Мангайм-Сандгофені з однієї ескадрильї. 1 серпня 1938 року до складу групи включили розгорнутий штаб групи і ще дві ескадрильї. На озброєнні групи були «Арадо» Ar 68, з серпня 1938 року — «Мессершмітт» Bf 109 D-1. 1 листопада 1938 року група була перейменована на I./Jagdgeschwader 144, яка незабаром була перетворена на авіагрупу важких винищувачів I./Zerstörergeschwader 144.

## Командування

### Командири JG 334
- оберст Бруно Лерцер (15 березня 1937 — 1 квітня 1938)
- оберстлейтенант Вернер Юнк (1 квітня — 1 листопада 1938)

### Командири I./JG 334
- Гауптман Губерт фон Бернег (нім. Hubert Merhart von Bernegg) (15 березня — 30 червня 1937)
- Гауптман Аксел фон Бльомберг (1 липня — 31 серпня 1937)
- майор Ганс-Гуго Вітт (нім. Hans-Hugo Witt) (1 вересня 1937 — 1 листопада 1938)

### Командири II./JG 334
- майор Ганс-Детлеф Гергудт фон Роден (15 березня — 30 червня 1937)
- майор Губерт фон Бернег (нім. Hubert Merhart von Bernegg) (1 липня 1937 — 1 листопада 1938)

### Командири III./JG 334
- гауптман Вальтер Шмідт-Косте (нім. Walter Schmidt-Coste) (1 липня — 1 листопада 1938)

## Основні райони базування 333-ї винищувальної ескадри

### Основні райони базування штабу JG 333
| Час                             | Місто              | Основний літак    |
| ------------------------------- | ------------------ | ----------------- |
| 15 березня — березень 1937      | Мангайм-Сандгофен  | Ar 68E            |
| березень — травень 1937         | Франкфурт-Ребсток  | Ar 68E            |
| травень 1937 — 1 листопада 1938 | Вісбаден-Ербенгайм | Ar 68E, Bf 109B/D |

### Основні райони базування I./JG 334
| Час                            | Місто              | Основний літак    |
| ------------------------------ | ------------------ | ----------------- |
| 15 березня — березень 1937     | Мангайм-Сандгофен  | Ar 68E            |
| березень — травень 1937        | Франкфурт-Ребсток  | Ar 68E            |
| травень 1937 — 25 вересня 1938 | Вісбаден-Ербенгайм | Ar 68E, Bf 109B/D |
| 25 — 28 вересня 1937           | Бад-Айблінг        | Bf 109B/D         |
| 28 вересня — 12 жовтня 1938    | Вінер-Нойштадт     | Bf 109B/D         |
| 12 жовтня — 1 листопада 1938   | Вісбаден-Ербенгайм | Bf 109B/D         |

### Основні райони базування II./JG 334
| Час                                | Місто             | Основний літак           |
| ---------------------------------- | ----------------- | ------------------------ |
| 15 березня 1937 — 1 листопада 1938 | Мангайм-Сандгофен | Ar 68E, He 51, Bf 109B/D |

### Основні райони базування III./JG 334
| Час                        | Місто             | Основний літак  |
| -------------------------- | ----------------- | --------------- |
| 1 липня — 1 листопада 1938 | Мангайм-Сандгофен | Ar 68E, Bf 109D |